# Tropocyclops breviramus
Tropocyclops breviramus – gatunek widłonoga z rodziny Cyclopidae. Nazwa naukowa tego gatunku skorupiaków została opublikowana w 1950 roku przez chińskiego zoologa Sidneya C. Hsiao.